# 汀こるもの
汀 こるもの（みぎわ こるもの、1977年 -）は日本のミステリー作家。大阪府出身。追手門学院大学文学部卒。女性。
2008年、『パラダイス・クローズド』で第37回メフィスト賞を受賞しデビュー。アクアリウムを主題とした作風が特徴的。

## 作品リスト

### 単著

#### THANATOSシリーズ
- パラダイス・クローズド（2008年1月 講談社ノベルス / 2011年2月 講談社文庫）
- まごころを、君に（2008年5月 講談社ノベルス / 2011年6月 講談社文庫）
- フォークの先、希望の後（2008年10月 講談社ノベルス / 2013年2月 講談社文庫）
- リッターあたりの致死率は（2009年4月 講談社ノベルス）
- 赤の女王の名の下に（2009年11月 講談社ノベルス）
- 空を飛ぶための三つの動機（2011年10月 講談社ノベルス）
- 立花美樹の反逆（2012年4月 講談社ノベルス）
- 溺れる犬は棒で叩け（2013年7月 講談社ノベルス）

#### 完全犯罪研究部シリーズ
- 完全犯罪研究部（2010年3月 講談社ノベルス）
- 動機未ダ不明 完全犯罪研究部（2010年11月 講談社ノベルス）
- 少女残酷論 完全犯罪研究部（2012年12月 講談社ノベルス）

#### 出屋敷市子シリーズ
- ただし少女はレベル99（2014年2月 講談社ノベルス）
- レベル98少女の傾向と対策（2014年10月 講談社ノベルス）
- もしかして彼女はレベル97（2016年2月 講談社ノベルス）
- レベル96少女、不穏な夏休み（2016年11月 講談社ノベルス）
- レベル95少女の試練と挫折（2018年11月 講談社ノベルス）

#### 探偵は御簾の中シリーズ
- 探偵は御簾の中 検非違使と奥様の平安事件簿（2020年5月 講談社タイガ）
- 探偵は御簾の中 鳴かぬ螢が身を焦がす（2021年8月 講談社タイガ）
- 探偵は御簾の中 白桃殿さまご乱心（2022年5月 講談社タイガ）
- 探偵は御簾の中 同じ心にあらずとも（2023年11月 講談社タイガ）

#### 煮売屋なびきの謎解き仕度シリーズ
- 煮売屋なびきの謎解き仕度（2022年10月 ハルキ文庫）
- 贋富くじと若さま 煮売屋なびきの謎解き仕度（2023年4月 ハルキ文庫）
- お遍路と御霊返し 煮売屋なびきの謎解き仕度（2023年12月 ハルキ文庫）

#### その他
- 火の中の竜 ネットコンサルタント「さらまんどら」の炎上事件簿（2018年5月 メディアワークス文庫）
- 五位鷺の姫君、うるはしき男どもに憂ひたまふ 平安ロマンチカ（2019年4月 メディアワークス文庫）
- 最強の毒 本草学者の事件帖（2024年6月 角川文庫）
- 紫式部と清少納言の事件簿（2024年8月 星海社FICTIONS）

### アンソロジー
「」内が汀こるものの作品
- ミステリ・オールスターズ（2010年9月 角川書店 / 2012年9月 角川文庫）「水密密室！」
- 0番目の事件簿（2012年11月 講談社）「Judgment」
- 近藤史恵リクエスト！ペットのアンソロジー（2013年1月 光文社 / 2014年7月 光文社文庫）「パッチワーク・ジャングル」
- FGOミステリー小説アンソロジー カルデアの事件簿 file.01（2020年2月 星海社FICTIONS）「土方歳三（と）誘拐事件」

### 共著
- 人狼作家（2015年10月 原書房）

### 雑誌等掲載短編
- チーム・アリ塚の栄光（2009年4月、『メフィスト』2009 VOL.1）
- Judgement（2009年12月、『メフィスト』2009 VOL.3）
- 13人目の訪問者（2011年12月、『真かまいたちの夜 11人目の訪問者 公式ガイドブック』エンターブレイン）
- ベター・ハーフ（2012年8月、『メフィスト』2012 VOL.2）
- 幸運には限度額がある（2013年4月、『メフィスト』2013 VOL.1）

### 漫画原作
- カグヤさんは反省しなさい（作画：ほしの総明、pixivシルフ 2018年6月18日 - 2019年7月4日連載、シルフコミックス全2巻）
- 絶対探偵機関（作画：おけいど、DLsiteがるまに 2023年2月15日）

### ドラマCD
- 「ラヴヘブン」第1巻（2014年7月30日、フロンティアワークス）

#### 王子様シリーズ
- 『王子様（笑）シリーズ』 オフィシャルファンブック（2013年9月13日、フロンティアワークス）
- 王子様（笑）シリーズ ドラマCD 第1巻（2010年4月21日、フロンティアワークス）
- 王子様（笑）シリーズ ドラマCD 第2巻（2010年6月23日、フロンティアワークス）
- 王子様（笑）シリーズ 読み語りCD ～君に捧ぐ物語～ 第1集（2010年9月8日、フロンティアワークス）
- 王子様（笑）シリーズ ドラマCD ～王子様と眠れる森～（2010年10月27日、フロンティアワークス）
- 王子様（笑）シリーズ 読み語りCD ～君に捧ぐ物語～ 第2集（2011年1月26日、フロンティアワークス）
- 王子様（笑）シリーズ ドラマCD ～王子様はカエル～（2011年4月6日、フロンティアワークス）
- 王子様（笑）シリーズ バラエティドラマCD 1st Vacation（2011年7月21日、フロンティアワークス）
- 王子様（笑）シリーズ ドラマCD ～王子様と人魚の恋～（2011年10月26日、フロンティアワークス）
- 王子様（笑）シリーズ ドラマCD if ～王子様（笑）学園～（2012年1月25日、フロンティアワークス）
- 王子様（笑）シリーズ バラエティドラマCD 2nd Season（2012年1月25日、フロンティアワークス）
- 王子様（笑）シリーズ ドラマCD ～王子様と二羽の姫君～（2012年4月25日、フロンティアワークス）
- 王子様（笑）シリーズ バラエティドラマCD 3rd Party（2013年5月29日、フロンティアワークス）
- 王子様（笑）シリーズ ドラマCD if ～王子様(笑)学園 2学期～（2013年9月11日、フロンティアワークス）
- 王子様（笑）シリーズ バラエティドラマCD 4th Legend（2013年11月27日、フロンティアワークス）
- 王子様（笑）シリーズ ドラマCD 最終章 第1巻（2014年4月23日、フロンティアワークス）
- 王子様（笑）シリーズ ドラマCD 最終章 第2巻（2014年6月25日、フロンティアワークス）

#### 名作文学（笑）シリーズ
- 名作文学（笑）シリーズ アリ＆キリギリス（2012年3月21日、フロンティアワークス）
- 名作文学（笑）シリーズ おくのほそ道 ～そうだ、伊勢に行こう～（2013年4月24日、フロンティアワークス）

#### 天使×悪魔シリーズ
- 天使×悪魔 ドラマCD 2（2012年7月25日、フロンティアワークス）
- 天使×悪魔 2nd SeasonドラマCD 3（2013年1月23日、フロンティアワークス）

### ボイスドラマ
- 絶対探偵機関（2023年2月15日、DLsiteがるまに）

### ゲーム
- 真かまいたちの夜 11人目の訪問者（2011年12月17日、チュンソフト） - 一部サイドシナリオ担当